# Personaggi di Guilty Gear
Un indice dei personaggi della serie picchiaduro Guilty Gear.

## Personaggi utilizzabili

### A.B.A
- Prima comparsa: Guilty Gear Isuka

Creato sulla cima del monte "Frasco" (?????, Furasuko), A.B.A (???, Aba) è un essere artificiale, un homunculus voluto da uno scienziato di Frasco. Prima della "nascita", lo scienziato fu portato via dall'esercito, le cui intenzioni erano di sfruttare le conoscenze del dottore per scopi ignoti. A.B.A visse per dieci anni in isolamento totale, quindi, fuggì da Frasco. Si rese conto di non disporre di conoscenze del mondo esterno e per trovare sollievo dalla sua mestizia, iniziò a collezionare chiavi, simbolo dell'apertura della porta verso la libertà dalla sua prigionia. Mentre un giorno stava girovagando, inciampò in un'antica reliquia, un'ascia cosciente dal nome di "Nagel Fiammante" (la forma corrispondeva ad una chiave). A.B.A se ne innamorò, rinominandola poi "Paracelsus" (??????, Parakerusu).
L'obiettivo di A.B.A è quello di cercare un corpo umano per Paracelsus. La chiave viene usata come arma (una sua particolarità è che può intrappolare gli avversari al suo interno, per poi ucciderli).
A.B.A è il fratello gemello di E.M.Y. (la quale fu però creata da Robo-Ky Kiske).
È doppiata da Mika Takimoto (Guilty Gear Isuka, Guilty Gear XX Accent Core) e Riho Sugiyama (Guilty Gear -STRIVE-) in giapponese e da Anna Brisbin in inglese.
Il nome di A.B.A è un chiaro riferimento al gruppo musicale ABBA.

### Anji Mito
- Prima comparsa: Guilty Gear X

Anji Mito (?? ???, Mito Anji) è tra i pochi discendenti di stirpe giapponese rimasti in vita. Ora il governo lo protegge, appartenendo lui ad una stirpe in estinzione. Mentre alcuni accettano questo stile di vita, Anji compara la vita alle dipendenze del governo come la prigionia in uno zoo. Fuggito per riottenere la libertà, cerca l'Innominato per ottenere risposte ai suoi quesiti.
È doppiato da Tohru Igarashi (Guilty Gear X, Guilty Gear XX) e Nobutoshi Canna (Guilty Gear -STRIVE-) in giapponese e da Aleks Le (Guilty Gear -STRIVE-) in inglese.
Il nome Anji é un chiaro riferimento alla canzone Angie del gruppo rock Rolling Stones.

### Ansect
- Prima comparsa: Guilty Gear Judgment

Un massiccio essere simile ad uno scarafaggio, la cui difesa è il carapace. È un personaggio giocabile in Guilty Gear RoA, mentre è solo un nemico in Guilty Gear Judgment.

### Answer
- Prima comparsa: Guilty Gear Xrd: Rev. 2

Sebbene nato con una capacità mnemonica straordinaria, dove può ricordare qualunque nozione soltanto ascoltandola una volta sola, crebbe in uno stato di povertà fino a quando non incontrò Chipp Zanuff, nel suo tentativo di creare la sua nazione, e lo ingaggiò a duello.
Perdendo contro il ninja, ricevette l'occasione di entrare sotto la sua ala e diventare suo assistente personale.
Leale e pragmatico, svolge il ruolo di diplomate per il governo di Chipp quando non se ne occupa lui. Combatte usando tecniche ninja imparate dal suo maestro tematizzate sul modello del businessman.
È doppiato da Tomokazu Seki in giapponese e da Derek Stephen Prince in inglese.
Il suo nome è un possibile riferimento al gruppo rock The Answer.

### Asuka R. Kreutz
Alias Ano Otoko (????) in giapponese; That Man (L'Innominato); Gearmaker (Plasmatore di Gears), è uno dei personaggi principali della serie.
Partecipe al Progetto Gear, è pieno di rimorsi, particolarmente per aver iniziato le Guerre Sacre, la sua esistenza è rivelata sin dal primo Guilty Gear da Sol Badguy, in cui sia lui che Justice svelano l'intromissione di un terzo uomo nella creazione delle creature magiche conosciute come Gears. In Guilty Gear XX lo si definisce il Plasmatore di Gears.
In Guilty Gear Xrd -REVELATOR- si scopre il suo vero nome, Asuka R. Kreutz.
In Guilty Gear -STRIVE- è un personaggio DLC con il nome breviato Asuka R#
È doppiato da Yasunori Masutani (Guilty Gear X, Guilty Gear XX) e Tomokazu Sugita (da Guilty Gear 2: Overture in poi) in giapponese e da Yuri Lowenthal (Guilty Gear 2: Overture) e Derek Stephen Price (Guilty Gear Xrd -SIGN-, Guilty Gear -STRIVE-) in inglese.
Il suo vero nome è un possibile riferimento al compositore musicale Arthur R. Kreutz.

### Axl Low
- Prima comparsa: Guilty Gear

Axl Low (Akuseru Rou?) è un viaggiatore temporale. Proviene dal ventesimo secolo, 1050 anni prima degli eventi della serie Guilty Gear, e il suo obiettivo è tornare nel suo tempo per rincontrare la sua fidanzata Megumi. Tenta numerose vie per tornare e intanto cerca di risolvere il mistero del suo viaggio temporale continuo. Afferma che Sol Badguy sia il suo amico Frederick nel ventesimo secolo.
Axl partecipa al Torneo dei Cavalieri Sacri, nella speranza di tornare alla sua era. Come molti altri, è stato ingannato con la promessa di un desiderio esaudito se avesse vinto la competizione. Durante il cimento incontra numerosi avversari, quindi incontra Sol Badguy. Da qui il percorso si dirama_ in un finale, Axl combatte Kliff Undersn e Justice, rendendosi conto di essere stato inviato indietro nel tempo nuovamente; in un altro, combatte Faust in un involontario slittamento del tempo, poi incontra Zappa, per poi chiedersi come si senta Megumi; nel terzo finale incontra l'Innominato, scoprendo da lui dell'esistenza di Raven, il suo Alter Ego malvagio, causa dei suoi slittamenti nel tempo.
È doppiato da Keiichi Nanba in giapponese e da Liam O'Brien (Guilty Gear Xrd -SIGN-) e Alexander Gross (Guilty Gear -STRIVE-) in inglese.
Per nome e fortissima rassomiglianza, Axl Low è un omaggio al cantante Axl Rose.

### Baiken
- Prima comparsa: Guilty Gear; Crossover: è un personaggio DLC in Samurai Shodown

Durante le Crociate, la nazione del Giappone fu distrutta dai Gears. I pochi giapponesi sopravvissuti sono segregati in case protette per evitarne l'estinzione completa; ma anche qui, i Gears assaltano queste colonie. Durante un attacco, la piccola Baiken (???), dopo aver assistito alla morte dei suoi genitori Altair Sparda e Anemone Yama e aver perduto sia il braccio destro e l'occhio sinistro, vide l'Innominato tra i Gears, sue creature. Da allora giura vendetta, allenandosi nell'arte della katana sotto il padre adottivo (il quale fu tradito da Anemone).
È doppiata da Satomi Kōrogi (Guilty Gear), Miho Sudou (Guilty Gear X, Guilty Gear XX), Chizu Yonemoto (Guilty Gear XX Accent Core) e Mayumi Asano (Guilty Gear Xrd -REVELATOR- , Samurai Shodown, Guilty Gear -STRIVE-) in giapponese e da Patty Mattson in inglese.
Il suo aspetto sembra ispirato a Kenshin Himura.

### Bedman
- Prima comparsa: Guilty Gear Xrd: Sign

Un misterioso ragazzo perennemente in stato di sonno ma capace di controllare il suo letto, che in realtà è un grosso robot con la capacità di creare ologrammi di attacchi precedentemente eseguiti. Non si sa nulla delle sue origini, ma si scopre essere una figura super-intelligente capace di individuare le debolezze degli avversari per schiacciarli psicologicamente. Tende spesso a parlare in sproloqui eloquenti con un vocabolario molto forbito. Nella modalità arcade di Bedman? in Guilty Gear -STRIVE- si scopre che il nome del ragazzo è Romeo.
È doppiato da Hikaru Midorikawa in giapponese e da Yuri Lowenthal in inglese.
Il suo nome è un possibile riferimento al gruppo metal Bedemon. Come per sua sorella, il vero nome del personaggio è una citazione ad uno dei gatti di Freddie Mercury.

### Bedman?
- Seconda iterazione: Guilty Gear StrIVe, classe Unico

Qui il robot –letto è autonomo, grazie al ragazzo che lo ha programmato negli ultimi istanti prima di morire, aiuta Delilah quando perde il controllo e la protegge.
Delilah è doppiata da Akane Fujikawa in giapponese e da Jessica DiCicco in inglese.
Il suo nome è un riferimento all'omonima musica dei Queen, che era dedicata ad uno dei gatti di Freddie Mercury col medesimo nome.

### Bridget
- Prima comparsa: Guilty Gear XX

Nome e aspetto ingannano: è un personaggio maschile. Bridget (??????, Burijitto) nacque in un villaggio in cui, secondo tradizione, la nascita di gemelli dello stesso sesso era segno di sventura, e da allora la famiglia lo crebbe come una fanciulla. Cresciuto, ha iniziato ad autoproclamarsi cacciatore di taglie per dimostrare la sua virilità. Alla fine accetta di vivere come donna trans.
Le sue armi sono uno yo-yo meccanico e Roger (?????, Roja), un orsacchiotto meccanico sovradimensionato.

### Chipp Zanuff
- Prima comparsa: Guilty Gear

Chipp Zanuff (Chippu Zanafu?) era un tempo un trafficante della droga, abitante delle strade d'America, e soleva vendere sostanze illegali a dipendenti e mafia. Il suo mestiere era redditizio ma insicuro, e presto iniziò a vendere stupefacenti più pericolosi, fino a che, a causa di complicazioni, fu costretto a fuggire dalla mafia. Circondato durante la fuga, perse i sensi e sopravvisse soltanto tramite un individuo presentatosi come Tsuyoshi (??), che lo salvò eliminando gli aggressori. Tsuyoshi accudì Chipp, e l'altro in cambio abbandonò la sua vita passata e imparò da lui le basi del Ninjutsu. I due vissero in pace sino a che la Gilda degli Assassini ordinò l'assassinio di Tsuyoshi. Morto il maestro, Chipp inseguì l'omicida nel secondo torneo dei Cavalieri sacri.
Nel torneo, Chipp compatisce Justice nonostante la sua perfidia, volendo concederle una seconda possibilità. Fugge, vivendo tranquillo sino ad incontrare per caso Dizzy, in allenamento nella foresta. Successivamente, Chipp continua la sua vita sino a quando Dizzy lo sfida. Fugge dalla furia del Gear e incontra Bridget, Ky Kiske, Faust e Eddie. Qui la storia si ramifica in più finali: nel primo, Chipp uccide Venom (l'assassino del mentore) e questi gli promette il posto di Presidente della Gilda degli assassini; nel secondo finale incontra un irriverente Slayer da cui riceve un incentivo a migliorare; nell'ultimo finale apprende del Post-War Administration Bureau dopo aver sconfitto un'unità Robo-Ky.
Nelle trame degli altri personaggi, Chipp è frequentemente un personaggio controllato mentalmente da terzi od oppresso da Necro.
Nel corso dei suoi attacchi, Chipp esclama frasi o parole giapponesi comuni (come samurai, sushi, katana, ecc), per esaltare la sua figura di ninja.
È doppiato da Takuya Morito (Guilty Gear), Takeshi Miura (Guilty Gear X, Guilty Gear XX) e Yoshihisa Kawahara (Guilty Gear Xrd, Guilty Gear -STRIVE-) in giapponese e da Edward Bosco (Guilty Gear Xrd -SIGN-, Guilty Gear -STRIVE-) in inglese.
Il nome completo di Chipp è la storpiatura della band statunitense Enuff Z'nuff.

### Dr. Paradigm
- Prima comparsa: Guilty Gear 2: Overture

Dr. Paradigm (Dr.??????, Dokuta Paradaimu) è uno dei sette protagonisti di Guilty Gear 2: Overture. È incarcerato nella prigione dimensionale, il Backyard (???????, Bakkuyado), durante l'epoca del Gear Genocida Justice.
Si è consegnato per non lasciarsi controllare da Justice. Cento anni dopo, quando la guerra ebbe termine, fu rilasciato. È un incantatore dotato e combatte con grossi tomi magici. In breve tempo riesce a evocare magie naturali e preternaturali.
Fra i protagonisti è il più preparato agli eventi. Dr. Paradigm è circondato da una bolla protettiva permanente e attorno a lui fluttua un putto femminile lilipuziano, di cui nessuno riesce a spiegarne le origini.
Ripugna gli umani, ma li risparmia a suo dire per non "macchiarsi dei crimini degli stessi umani da lui repulsi".
Assieme all'Innominato e Axl Low è l'unico a conoscere il vero nome di Sol Badguy: Frederick.
È doppiato da Yuuji Mikimoto in giapponese e da Michael McConnohie in inglese.

### Eddie
- Prima comparsa: Guilty Gear XX (apparizione come cameo in Guilty Gear e nel finale di Guilty Gear X)

Dopo aver combattuto Millia, Zato-1 cade per le ferite ed il parassita di Eddie (????, Edi) controlla il suo corpo morente per cercarne uno nuovo in cui risiedere.
Eddie sostituisce Zato-1 da GGXX sia come personaggio selezionabile sia come storia vissuta.
È doppiato da Takehito Koyasu in giapponese e da Derek Stephen Price in inglese.
Questo personaggio è un riferimento a Eddie the Head, la mascotte della band heavy metal Iron Maiden.

### Fanny
- Prima comparsa: Guilty Gear Petit

Fanny (?????, Fani) è un'infermiera connessa al Dr. Baldhead, in debito con lui per averle salvata la vita; combatte con uno stile simile a quello del "Maestro", usando una siringa, un tempo strumento della madre.
Appare solo nei titoli esclusivi per la console portatile WonderSwan, rispettivamente Guilty Gear Petit ed il suo seguito, Guilty Gear Petit 2.
I suoi finali sono collegati direttamente al Dr. Baldhead/Faust.
Il suo nome è un riferimento al gruppo rock Fanny.

### Faust/Dr. Baldhead
- Prima comparsa: Guilty Gear
- Crossover: Mistover[2]

Il Dr. Baldhead, un tempo abilissimo chirurgo, divenne un feroce omicida dopo aver ucciso una ragazzina nel corso di un'operazione. Dopo aver dato la morte a migliaia di persone, decide di epurarsi per tutti i crimini commessi suicidandosi, ma scopre macchinazioni ad opera di terzi nella morte della ragazzina.
Ora Faust è alla ricerca della verità, medicando i pazienti che incontra sul suo tragitto.
Il suo nome è un omaggio all'omonimo personaggio.

### Gig
- Prima comparsa: Guilty Gear: Dust Strikers

Il boss di Guilty Gear Dust Strikers, Gig (???, Gigu), è un essere simile ad insetto, unito per la coda al busto di una ragazza angelica. Un personaggio insolito e ignoto, non combatte tradizionalmente, fluttua sparando proiettili.
Gig è una specie di Gear, maschio, sebbene la figura angelica sia femminile (figura che combatte contro la sua volontà). Il suo nome é un chiaro riferimento al classico dei Pink Floyd The great gig in the sky.

### Giovanna
- Prima comparsa: Guilty Gear: StrIVe, classe Rush

Una agente speciale di origini brasiliane che assume il compito di bodyguard del presidente degli Stati Uniti. Combatte usando uno stile basato sui calci e viene sempre accompagnata dallo spirito di una creatura lupina che la assiste.
È doppiata da Mayumi Shintani in giapponese e da Lilimar in inglese.
Il suo nome è un riferimento alla cantante italiana Giovanna Nocetti.

### Goldlewis Dicknson
- Prima comparsa: Guilty Gear: StrIVe, classe: Power

È il Segretario della Difesa Assoluta, braccio destro del presidente Colin Vernon, soprannominato Cryptids Collector. Veste in uniforme, ha una grossa mole (e non è dunque molto veloce) e possiede un occhio bionico. Porta con sé una bara con la targa Area 51, che usa come scudo o ariete o la scaglia come arma contro gli avversari agitandola in aria tramite una catena; all'interno della bara dimora un alieno luminoso che spesso fa uscire un braccio per partecipare agli attacchi, interagire con Goldlewis o porgergli varie armi.
È doppiato da Masafumi Kimura in giapponese e da Steven Barr in inglese.
Il suo nome è un riferimento a Gord Lewis, vocalista dei Teenage Head e il suo cognome possibilmente da Bruce Dickinson.

### Goose
- Prima comparsa: Guilty Gear Judgment

Goose non è un Gear dalla forma di uccello, ma è una creatura con una protuberanza rocciosa e appuntita che prorompe dal suo torso.

### I-No
- Prima comparsa: Guilty Gear XX

Viaggiatrice del tempo e serva leale dell'Innominato, I-No (???, Ino) appare nell'epoca postbellica, due settimane dopo gli eventi di Guilty Gear X. Attacca Dizzy e irretisce più personaggi per farli confrontare fra di loro, coadiuvando l'Innominato e i suoi piani. Durante gli eventi di Accent Core Plus, crede di aiutare l'Innominato, quando in realtà sta ordendo le sue proprie macchinazioni.
Combatte con una chitarra elettrica, usata sia come arma contundente o come effettivo strumento musicale (le cui onde acustiche danneggiano gli avversari). Indossa un cappello stereotipato da strega, da cui vengono emanati proiettili a forma di nota da una "bocca" nascosta.
In uno dei finali di I-no, in Guilty Gear, muore, uccisa dalla samurai Baiken (evento parallelo ad uno dei tre finali di Baiken). Il suo nome é una storpiatura del cognome del musicista britannico Brian Eno.
È doppiata da Kikuko Inoue in giapponese e da Tara Platt (Guilty Gear Xrd -SIGN-) e Amber Lee Connors (Guilty Gear -STRIVE-) in inglese.
Il suo nome è un possibile riferimento al musicista Brian Eno e il design è ispirato dalla cantante Ringo Shiina.

### Izuna
- Prima comparsa: Guilty Gear 2: Overture

Izuna (????) appare per la prima volta in Guilty Gear 2: Overture. Assieme al Dr. Paradigm e Valentine, Izuna ha origine dal piano Backyard. È lo spirito giapponese auto-esiliatosi nel Retro. Izuna dispone di un'entità fisica, materializzata dalla sua volontà.
È un eccellente stregone e spadaccino, ed è lui ad insegnare a Sol Badguy e Sin il sistema del Fantasma e le tattiche originate da esso.
È doppiato da Toru Furusawa in giapponese e da Dave Wittenberg in inglese.

### Happy Chaos
- Prima comparsa: Guilty Gear Strive

Estremamente potente quanto pericoloso, è la vera mente dietro gli eventi di Guilty Gear. Nato in Irlanda e conosciuto inizialmente come L'Originale, si rivelò un autentico prodigio arrivando ad essere il primo essere umano a sfoggiare la magia. Venendo a scoperta del Backyard, egli comincia a studiarlo e dopo averne appreso i pericoli che possiede, ne custodisce i segreti nel Tomo dell'Origine nella speranza che nessuno osi più cercarli. Di conseguenza viene a creare la Volontà Universale con il compito di soddisfare i desideri dell'umanità ma questa impazzisce e ne perde il controllo. Nel tentativo di impedire la creazione di I-No per evitare che si formi un pericoloso paradosso temporale, ne cattura metà del potere ma finirà per assorbirla a sé a causa della Volontà Universale. Ciò lo porterà a diventare potentissimo ma anche impazzito, pur conservando un certo grado di lucidità mentale.
Il suo potenziale magico è così elevato che può generare macchine dal nulla e distruggere interi palazzi con il solo schiocco delle dita, oltre che imporre il lavaggio mentale sulle persone, ma in battaglia si basa sull'uso di un grosso revolver chiamato Crescent Moon in grado di arrecare danno anche contro le capacità curative da Gear di Sol Badguy. Nonostante sia uno degli antagonisti principali della serie, egli non è esattamente un cattivo e compie certe azioni non tanto per tornaconto personale quanto per la voglia di "rendere le cose interessanti", portando ad orchestrare sul momento piani eccessivamente complicati o drammatici per il gusto dell'intrattenimento anche a costo di vite umane e ciò lo rende un soggetto pericoloso da affrontare per la sua natura molto imprevedibile. Per questo non ha mai una vera e propria messa a fuoco dell'obiettivo, preferendo godersi il momento piuttosto che ambire all'esito.
È doppiato da Makoto Takahashi in giapponese e da Robbie Daymond in inglese.

### Jam Kuradoberi
- Prima comparsa: Guilty Gear X

Jam Kuradoberi (giapponese: ??? ?? Kuradoberi Jam) è una cuoca provetta, ma povera, e che sogna di aprire un proprio ristorante. È molto sfortunata ed un personaggio puramente comico, durante la prima parte della trama.
Jam è alla ricerca degli ingredienti nascosti nel "Luogo in cui vive il Demone" (la casetta di Dizzy).
Si scontra con Testament e lo sconfigge. In uno dei finali, Jam riesce a conquistare gli ingredienti ambiti. Nell'altro, un incendio divampa durante il combattimento e gli ingredienti sono arsi.
Riesce a sconfiggere Dizzy, ma la lascia amichevolmente. Il suo ristorante viene arso da una figura vestita come Ky Kiske. Da qui inizia la storia.
Accusa più persone di averle incendiato il ristorante, per poi trovare il personaggio vestito come Ky, ovvero Robot-Ky.
In uno dei finali, qualcuno del Post-War Administration Bureau la sta osservando da una sfera di cristallo, concludendo di poter utilizzare i dati per costruire una nuova arma.
Nell'altra conclusione, l'unità Robo-Ky dispone rinforzi (altri Robo-Ky) e Jam li affronta, fino all'intervento del vero Kiske. Jam combatte una May controllata da terzi mentre Ky elimina i Robot-Ky.
L'altro percorso nella storia di Jam la conduce da I-No, da cui riceve una falsa lista di taglie: Venom, Johnny e Millia Rage sono i ricercati.
Dopo aver sconfitto I-No, a seguito della sua ricerca, si offre di cucinare per i "ricercati" come pegno per averli infastiditi.
Venom e Millia, arci-nemici, ubriachi, finiscono col litigare e azzuffarsi. Il tafferuglio distrugge nuovamente lo stabile di Jam, sostituto dell'esoso ristorante.
Facendosi prestare del denaro, Jam riesce a costruire di nuovo l'esercizio, ma non riesce a saldare i debiti.
Successivamente, inizia a pubblicizzare il ristorante e sfida chiunque le sembri adatto come cameriere, per incrementare il personale e il prestigio del locale. Solo Bridget, finendo sconfitto, è costretto a lavorare lì.
Il suo nome è un riferimento al gruppo pop/jazz svedese Cloudberry Jam.

### Judgment
- Prima comparsa: Guilty Gear Judgement

Judgment, in origine fu Raymond, scienziato pazzo le cui doti condussero gli abitanti dell'isola alla rovina (il suo obiettivo era costruire un'arma vivente superiore ai Gears). Credette di lavorare per volontà divina. Raemond è divorato da Inus, re dell'oltretomba, ucciso a sua volta. Raymond riuscì a manipolare il corpo di Inus, mutando in Judgment.
Dopo essere stato sconfitto, dato il desiderio di rimanere morto, Judment si liquefà.
È doppiato da Takayuki Ideriha.

### Justice
- Prima comparsa e boss finale di: Guilty Gear

In origine Aria Hale trasformata nel Type-01 dallo scienziato capo del Gear Project Asuka R. Kreutz. Questa prende in nome di Justice, primo Comandante Gear, dotata di artigli, varie armi e di una coppia di reattori che le permettono di muoversi ad alta velocità e in volo, teletrasportarsi, può manipolare gli altri Gears, un tempo suoi burattini per combattere in guerra. Sconfitta ed esiliata in una prigione dimensionale dai Sacri Cavalieri, nel 2180 fu liberata da Testament, ma poi venne sconfitta definitivamente da Sol Badguy.
Nel 2177 dà alla luce Dizzy, come narrato in "Guilty Gear XX: Side Red and Black".
Estetica e nome Type-01 ricordano l'opera Neon Genesis Evangelion, anche gli attacchi Spada di Michele e Lama di Michele si riferiscono all’omonimo arcangelo.
È doppiata da Takuya Morito (Guilty Gear), Yumiko Ogawa (Guilty Gear X Plus, Guilty Gear XX), Wakana Sakuraba (Guilty Gear XX Accent Core Plus; modalità storia) e Kazue Fujita (Guilty Gear Xrd -SIGN-).
Il suo nome è un chiaro riferimento all'album ...And Justice for All dei Metallica.

### Kliff Undersn
- Prima comparsa: Guilty Gear

Kliff è il fondatore del Sacro Ordine. Eroe delle Crociate, ha sconfitto Justice più volte. È divenuto mentore di Ky Kiske e ha personalmente monitorato Sol Badguy durante la sua unione al Sacro Ordine.
È il padre adottivo di Testament, orfano a causa della Guerra Sacra. In Accent Core Plus viene rivelata la possibilità che Kliff possa aver combattuto Testament, quando questi era controllato da Justice, verso la fine della guerra.
Brandisce una gigantesca spada dal nome "Ammazza-Draghi".
Preserva ancora una possanza acconcia al combattimento nonostante la vetustà, inoltre può trasformarsi in se stesso da giovane, sebbene per un breve istante.
È doppiato da Hatsuaki Takami (Guilty Gear, Guilty Gear X Plus) e Shigeru Sakano (Guilty Gear XX).
Il cognome Undersn si riferisce a Jon Anderson, voce del gruppo progressive Yes.

### Ky Kiske
- Prima comparsa: Guilty Gear

Giovane comandante della Forza Internazionale di Polizia, Ky Kiske divenne capo del Sacro Ordine dei Cavalieri Santi a 16 anni e sotto il suo comando fu possibile porre termine alla Crociata centenaria contro i Gears.
Si dedica a Dio e combatte per mantenere la pace. La sua caparbietà e il rispetto della legge lo hanno reso il primo rivale di Sol Badguy. La sua arma è la spada Sigillo di Tuono.
Ky partecipa ad un torneo indetto da Testament per scegliere i migliori rappresentanti del torneo del Sacro Ordine dei Cavaliere Santi. Sconfitta Justice (ad opera di Sol), Ky nuovamente viene informato di un nuovo comandante Gear dalle intenzioni pacifiche.
Dopo aver salvato la Comandante Gear Dizzy, l'affida a Jonnhy e torna ai suoi doveri di capitano della IPF. Tornato al lavoro, vive un complotto ordito da I-No, la donna in rosso, l'avvento dei suoi cloni e Sol.
Il suo nome è la combinazione del nome di Kai Hansen e del cognome di Michael Kiske, due membri della band Helloween.

### Kum Haehyun
- Prima comparsa: Guilty Gear: Revelator

Haehyun è una Tuner, ossia una persona con grandi capacità di manipolazione del Ki con l'utilizzo di uno strumento musicale. Coreana di origine e a capo della propria famiglia, usa le proprie abilità da Tuner per aiutare la gente con le loro malattie, anche se lei stessa dice che può trattarle ma non guarirle direttamente. A causa della rigorosa legge patriarcale della sua famiglia, è tenuta a manovrare un robot dalle sembianze di un muscoloso uomo anziano di nome Kum Jeon Ryok.
Jeon Ryok è doppiato da Hideaki Tezuka.

### Leo Whitefang
- Prima comparsa: Guilty Gear Xrd: Sign

Uno dei tre re del Regno Unito di Illyria, è un uomo molto orgoglioso di sé e può apparire minaccioso e facilmente impulsivo, ma in realtà è una persona cauta e molto critica di sé in costante impegno di migliorarsi. E' grande amico di Ky Kiske con il quale porta una rivalità amichevole da quando si son scontrati nei periodi delle Crociate. Porta sempre con sé un "dizionario" personale per annotare tutto ciò che giudica sotto il proprio punto di vista. Combatte con due enormi spade che possono essere manipolate con la magia.
È doppiato da Tetsu Inada in giapponese e da Jamieson Price in inglese.
Il nome e cognome di Leo è un possibile riferimento al gruppo White Lion.

### Leopaldon
- Prima comparsa: Guilty Gear Isuka

È il boss di Guilty Gear Isuka. Non si hanno informazioni su di lui, del Gear che controlla e del fedele cane. È un formidabile omicida privo di scrupoli.
Il suo nome è un riferimento alla band electronica giapponese dello stesso nome.

### Lucy
- Prima comparsa: Guilty Gear: StrIVe

Personaggio guest tratto dall'anime Cyberpunk Edgerunners, disponibile come DLC della quarta stagione di GG StrIVe. 
Il suo nome è un chiaro riferimento alla canzone Lucy in the Sky with Diamonds dei Beatles.

### Millia Rage
- Prima comparsa: Guilty Gear

Di origine russa, perse i genitori durante l'infanzia. Fu adottata dal Sindacato degli Assassini, e iniziò a praticare l'arte del Hi-Deigokutsuipou, o "Sei Magie Proibite". Con il Sesto Hi-Deigokutsuipou, "Angra", ora i capelli di millia possono indurirsi e allungarsi a piacimento, riuscendo a controllare spazio e dimensione esterna.
Quando Zato-1, praticando il Quinto Hi-Deigoikutsuipou, ottiene i poteri di Eddie, Millia tradisce la gilda, sigillandolo in un portale dimensionale.
Millia abbandona la gilda, sconfortata da una vita crudele e sanguinaria. Zato-1 riesce a fuggire dalla prigione e cerca Millia.
Sentendo della fuga di Zato-1 dalla prigione dimensionale, Millia approfitta del Secondo Torneo dell'Ordine Sacro per eliminare il suo nemico.
Millia, ufficialmente, uccide Zato-1, ma Eddie, il parassita con cui Zato-1 condivide i poteri, sopprime il corpo e se ne impossessa, mantenendolo vivo.
Dopo la presunta morte del Comandante Gear Dizzy e quella di Zato-1, Millia vive in solitudine. Non dopo molto tempo, incontra la bestia dalle sembianze di Zato-1, Eddie. Millia si propone di eliminare Eddie.
Il suo nome è un riferimento al gruppo trash metal Meliah Rage.

### Nagoriyuki
- Prima comparsa: Guilty Gear: StrIVe, classe One Shot

Un samurai vampiro di colore che combatte usando una grossa katana per assorbire il sangue delle vittime e usare per scatenare potenti attacchi.
È doppiato da Taiten Kusunoki in giapponese e da Evan Michael Lee in inglese.
Il suo nome è un omaggio alla canzone folk Nagori Yuki (なごり雪?) di Iruka (イルカ).

### Order Sol
- Prima comparsa: Guilty Gear XX Accent Core

### Potemkin
- Prima comparsa: Guilty Gear

Erculeo e gargantuesco ex-soldato schiavo dell'impero Zeppeliano (continente militare governato da una dittatura simil-comunista), Potemkin fu obbligato a partecipare al primo torneo per ordine dei suoi superiori.
Durante il torneo, l'impero Zepp fu percorso da moti di ribellione capeggiati dall'allora sergente Gabriel, mentore di Potemkin.
Eletto presidente Gabriel, Potemkin dona la sua lealtà a Zepp, ed ora è un agente speciale della repubblica. Il cerchione esplosivo indossato durante la sua schiavitù, ora è memento del passato, lo porta per rammentarsi chi era e per limitare gli effetti della sua forza.
Alla fine della serie, muore per proteggere Gabriel da un attentato, e il popolo di Zepp erige una statua in suo onore.
È doppiato da Hideyuki Anbe (Guilty Gear) e Takashi Kondō (da Guilty Gear X in poi) in giapponese e da Kirk Thornton (Guilty Gear Xrd -SIGN-) e Armen Taylor (Guilty Gear -STRIVE-) in inglese.
Il nome del personaggio ed il finale della sua storia sono eponimi alla realmente esistita corazzata Potemkin.

### Ra-Ki
- Prima comparsa: Guilty Gear Judgment

Appare come nemico in Guilty Gear Judgment, Ra-Ki è un non-morto giocabile in Guilty Gear RoA. Combatte con lame aguzze unite ai suoi gomiti.

### Raven
- Prima comparsa: Guilty Gear Xrd: Sign

Un servitore dell'Innominato. Si conosce poco di lui, ma ha una forte connessione con Axl Low (è il suo alter ego).
Raven è anche presente in alcuni finali di Guilty Gear XX, ed è selezionabile in Guilty Gear Xrd: Revelator.
Raven combatte manipolando lo spazio, creando illusioni e esseri malvagi da usare in combattimento.
È doppiato da Shigeru Sakano (Guilty Gear XX) e Hiroki Yasumoto (Guilty Gear 2: Overture, Guilty Gear Xrd -REVELATOR-) in giapponese e da Jamieson Price (Guilty Gear 2: Overture) in inglese.
Il suo nome è un riferimento al gruppo heavy metal Raven.

### Robo-Ky
- Prima comparsa: Guilty Gear XX

Robo-Ky è un esemplare di una serie di androidi dalle fattezze di Ky Kiske costruiti dal Post War Administration Bureau. Per alcune ragioni, Robo-Ky è frequentemente frainteso con il Ky Kiske reale e viceversa, durante la modalità storia, sebbene il suo volto sia metallico, la sua voce robotica e in falsetto, ed emetta continuamente ronzii.
- Comparsa revisionata: Guilty Gear XX#Reload

Nella modalità storia, in #Reload, è identico come in XX, ma lì terminano le similitudini - il Robo-Ky revisionato è differente sia in aspetto che in tipologia di attacchi. Secondo la trama, il primo Robo-Ky era solo un prototipo.
- Cameo: Guilty Gear Dust Strikers

In questo gioco, Robo-Ky è un personaggio modificabile e privo di storia.
È doppiato da Takeshi Kusao (Guilty Gear X Plus, Guilty Gear XX; modalità storia), Yutaka Terada (Guilty Gear XX), Takumi Inoue (Guilty Gear XX Accent Core) e Shigeru Chiba (da Guilty Gear Xrd -REVELATOR- in poi) e in inglese da Alejandro Saab.

### Robo-Ky Mk. II
- Prima comparsa: Guilty Gear Isuka

Un cyborg le cui doti e i cui attacchi possono essere totalmente personalizzati. È stato costruito da un misterioso scienziato.

### S-Lord
- Prima comparsa: Guilty Gear Judgment

Una revisione migliorata di S-Watt, S-Lord è uno dei molti nemici di Guilty Gear Judgment. Tre sono gli S-Lord, e tutti e tre assieme formano il quarto boss di Judgment. Alcuni personaggi di Judgment sono giocabili in Guilty Gear RoA, e sia S-Lord e S-Watt.

### S-Watt
- Prima comparsa: Guilty Gear Judgment

Nemico comune dalla forma di lucertola apparso in Guilty Gear Judgment, è giocabile in Guilty Gear RoA. Di questo personaggio ne esistono tre varianti.

### Sin Kiske
- Prima comparsa: Guilty Gear 2: Overture

Sin Kiske è un cacciatore di taglie, figlio di Ky Kiske e Dizzy, sebbene fosse stato allevato da Sol Badguy, nonostante abbia solo 5 anni, il suo aspetto è quello di un ragazzo maturo (in netto contrasto con la personalità infantile). Egli prova rancore per il padre, da cui è stato privato del compendio e dei doveri regali.
Attraverso gli insegnamenti di Sol, ora Sin è un guerriero abile e dotato di forza, capace di armeggiare la spada e padroneggiarne la magia flammea (la spada del padre è invece ghiacciata). In Strife brandisce una bandiera da battaglia come arma.
È doppiato da Issei Miyazaki in giapponese e da Yuri Lowenthal (Guilty Gear 2: Overture) e Lucien Dodge (da Guilty Gear Xrd -SIGN- in poi) in inglese.

### Slayer
- Prima comparsa: Guilty Gear XX

Un vetustissimo vampiro, fondatore della Gilda degli Assassini, in seguito ne è fuggito. Erudito e bonario, adora lo haiku e spende il tempo con sua moglie, Sharon, un'altra immortale. È un appoggio diretto del Presidente Gabriel, condottiero di Zepp, ma sembra un personaggio onnisciente, dato che conosce tutti gli eventi della serie.
Scruta i personaggi e li avverte se sono in pericolo. Conosce personalmente l'"Innominato". Ha anche legami apparenti con Sol Badguy.
È doppiato da Iemasa Kayumi (Guilty Gear XX, Guilty Gear Xrd -SIGN-) e Takaya Hashi (Guilty Gear Xrd -REVELATOR-) in giapponese e da JB Blanc in inglese.
Slayer è un riferimento all'omonima band di genere thrash metal. Cinque dei suoi attacchi sono eponimi a rispettivi brani della band dei Queen: It's Late, Under Pressure, Dead on Time, Spread Your Wings, All Dead, All Dead.

### Sol Badguy
- Prima comparsa: Guilty Gear

Un cacciatore di taglie solitario ed ex membro del Sacro Ordine dei Cavalieri Santi. Si è dedicato all'estinzione dei Gears. Dopo 150 anni di vita, gli fu permesso di partecipare al progetto Gear (egli stesso è il prototipo di un Gear). Combatte con la sua Spada, la Fuuenken (Sigillo di Fuoco), con la quale colpisce con fiamme magiche.
Il nome Badguy è un omaggio al primo album da solista di Freddie Mercury, intitolato Mr. Bad Guy.

### Testament
- Prima comparsa: Guilty Gear

Testament rimase orfano durante le crociate e fu poi accudito da Kliff Undersn. Quando fu sufficientemente cresciuto, volle essere soldato nella guerra contro i Gears: con gli anni la sua reputazione crebbe e nell'Ordine Sacro lo conobbero come il "Cavaliere Corvino".
Il Post-War Administration Bureau offrì lui di trasformarsi in Gear, e questi accettò. Rispetto agli altri Gear, Testament mantenne consapevolezza di sé. Justice, lo corruppe e lo rese suo alleato nella Guerra Sacra.
Testament vincendo rivelando di essere stato lui l'organizzatore del torneo, avendo l'intenzione di sacrificare il vincitore per resuscitare. Sconfitto, usa il suo stesso sangue per la resurrezione di Justice.
Apprendendo di un nuovo Gear in vita (Dizzy), Testament le si rivela. Protegge la fanciulla fino a che Johnny e May l'accolgono sull'Aeronave pirata Jellyfish.
Testament sale a bordo dell'aeronave ma scopre che Dizzy è precipitata a causa di I-No.
Le vicende di Testament hanno tre finali: nel primo scopre Dizzy uccisa, quindi combatte (e uccide) Johnny, annunciando di vendicarsi dell'umanità; nel secondo, incontra Sol, da cui scopre del ritorno dell'"Innominato" e dell'iniziativa del Post-War Administration Bureau; nel terzo finale, combatte I-No e Dizzy impossessata da Necro.
È doppiato da Takami Akkun (Guilty Gear), Katsuaki Kobayashi (Guilty Gear X, Guilty Gear XX) e Yu Kobayashi (Guilty Gear -Strive-) in giapponese e da Kayleigh McKee in inglese.
Il nome Testament è tratto dall'omonimo gruppo musicale trash metal.

### Unika
- Prima comparsa: Guilty Gear: StrIVe

Combattente apparsa nella serie animata di Guilty Gear StrIVe del 2024 intitolata Dual Rulers e disponibile come DLC nella stagione 4 di GG Strive.

### Venom
- Prima comparsa: Guilty Gear X

Orfano cresciuto dalla Gilda degli Assassini, Venom divenne devoto a Zato-1 quando egli salì al potere. Da allora, Millia cerca Zato-1 e Venom tenta di salvare il precettore. Combatte con la sua stecca da biliardo personale.
È doppiato da Mikio Yaeda (Guilty Gear X, Guilty Gear XX) e Jun'ichi Suwabe (da Guilty Gear XX Accent Core in poi) in giapponese e da Ogie Banks (Guilty Gear Xrd) e Howard Wang (Guilty Gear -Strive-) in inglese.
Il nome di Venom è un omaggio al gruppo musicale di genere metal omonimo.

### Zako-dan
- Prima comparsa: Guilty Gear Isuka

Tradotta dal giapponese grossolanamente come "La banda dei Lacchè", Zako-dan è una misteriosa organizzazione.

### Zappa
- Prima comparsa: Guilty Gear XX

Zappa è un giovane sfortunato, alla ricerca di una concubina. Malato di un "disagio paranormale", Zappa cerca una cura dal "Dottore Oscuro", Faust. Quando entra in combattimento, tre fantasmi si impossessano del suo corpo.
Durante la ricerca di Faust, Zappa incontra più individui, combattendoli inconsciamente, per poi risvegliarsi immemore degli eventi vissuti. In un finale, Zappa incontra Ky Kiske e finisce arrestato per oltraggio ad ufficiale. Negli altri due finali, incontra Faust e lo combatte inconsciamente.
È doppiato da Yūji Ueda.
Il nome del personaggio, Zappa, è un omaggio al chitarrista statunitense Frank Zappa.

### Zato-1
- Prima comparsa: Guilty Gear

È uno spagnolo parte di una influente Gilda di Assassini.
Zato-1 permise ad una creatura mistica di nome Eddie di impossessarsi del suo corpo, per conquistare poteri strabilianti. Con tali poteri, Zato-1 si è autoproclamato comandante della Gilda degli Assassini.
Zato disprezza tutte le donne, a causa del suo passato con Millia Rage.
È doppiato da Kaneto Shiozawa (Guilty Gear, Guilty Gear X) e Takehito Koyasu (da Guilty Gear Xrd in poi) in giapponese e da Matthew Mercer in inglese.
Il suo nome completo è un omaggio all'assassino cieco Zatōichi ("1" si pronuncia "ichi", in giapponese).

## Bucanieri dell'Aeronave Jellyfish
È la ciurma dei pirati dell'aria interamente al femminile di Johnny. I membri includono undici ragazze, una donna più anziana e un gatto. Tre sono attualmente presenti nella serie:

### Johnny
- Prima comparsa: Guilty Gear

Johnny (???? Joni?), o Johnny, è il capitano dell'Aeronave May e condottiero delle Piratesse Jellyfish.
La sua prima comparsa è in Guilty Gear come cameo nel finale di May e diventa giocabile da Guilty Gear X. Jonnhy è uno spasimante improvvisato e squattrinato; tutto il suo equipaggio è composto da sole fanciulle giovani, inclusa May. È estremamente protettivo verso Dizzy, difendendola dai cacciatori di taglie in Guilty Gear X e da I-no in Guilty Gear XX.
È maestro della tecnica di combattimento Iaidō e maneggia una spada di legno.
È doppiato da Norio Wakamoto in giapponese e da Liam O'Brien in inglese.
Il suo vestiario e i lunghi capelli biondi sono un riferimento al cantante Johnny Winter.

### May
- Prima comparsa: Guilty Gear

Una ragazzina vivace e mordace, facente parte dell'Aeronave pirata dei Jellyfish; è dedita completamente a Jonnhy, bucaniere capo di una ciurma di sole orfane. Partecipa al primo torneo per liberare Jonnhy dalla prigionia, battendosi anche nei tornei successivi per compiacerlo. Combatte con una gigantesca ancora, da lei facilmente maneggiata. May è giapponese.
È doppiata da Satomi Kōrogi in giapponese e da Eden Riegel in inglese.
Il suo nome è un riferimento a Brian May, chitarrista della band inglese Queen.

### Dizzy
- Prima comparsa: Guilty Gear X

I dettagli sulla nascita di Dizzy (????? Dizwi?) sono assenti: fu trovata tre anni prima degli eventi di Guilty Gear X come neonata, da una coppia sterile di anziani.
Cresciuta, gli abitanti del villaggio hanno preso a temerla. Ad esacerbare il tutto, al suo corpo spuntano coda ed ali: Dizzy viene riconosciuta come Gear, un'arma di distruzione di massa vivente.
Viene nascosta dai genitori in un cottage nella foresta, ma è presto scoperta e rapita. Fugge, ed il governo propone una taglia di 500 000 World-Dollar per la sua morte.
Testament, un Gear al servizio di Justice, protegge Dizzy.
Dizzy è sconfitta da Sol Badguy ma risparmiata, e la taglia viene incassata da Jam Kuradoberi. Dizzy è ospitata da May e Jonnhy ed imbarcata sull'Aeronave May. Alcune settimane dopo, Dizzy viene scaraventata giù dalla nave da I-No. Precipitando da 20.000 piedi, perde coscienza, e Necro (??? Nekuro?) s'impossessa di lei. Priva di volontà, ferisce molti protagonisti della serie, per poi essere curata da Faust.
Il nome è un possibile riferimento al pianista dei Guns N' Roses, Darren "Dizzy" Reed.
I membri della Jellyfish (i cui nomi derivano dai nomi inglesi dei dodici mesi dell'anno) sono:
- Janis (January), un gattino;
- Febby (February), la ragazza che si occupa di tenere il punteggio;
- March (March), ragazza con un pinguino di pezza;
- April (April), timoniere; è doppiata da Yumiko Ogawa (Guilty Gear XX), Yukiko Kato (Guilty Gear XX Accent Core) e Tomomi Isomura (Guilty Gear Xrd) in giapponese e da Ashly Burch in inglese.
- May (May), la miglior combattente dell'equipaggio;
- June (June), la navigatrice che maneggia un astrolabio. È la più giovane delle sue compagne;
- July (July), con una benda sull'occhio, è la quarta combattente più forte dopo Dizzy, Johnny e May;
- Augus (August), lesta combattente;
- Sephy (September), dai capelli castani e dal volto gentile, esulta sul ponte della nave;
- Octy (October) è la vedetta dell'aeronave;
- Novel (November), meccanico navale. Pilota un mecha;
- Leap (Leap year), è l'anziana cuoca dell'aeronave;
- Dizzy (December), una Gear sulla cui testa pende una taglia di 500.000 World Dollars.

## Valentine

### Elphelt Valentine
- Prima comparsa: Guilty Gear Xrd: Sign

Come dice il nome, è una Valentine che condusse una vita tranquilla fino a quando non venne riattivato il suo programma il giorno del suo matrimonio e se ne persero le tracce fino alla sua ricomparsa. Al contrario di tutte quelle della sua specie, Elphelt sa esprimere le proprie emozioni e tiene ammirazione per la vita, dove farebbe di tutto per voler proteggerla. Inoltre ha una strana fissazione con il voler trovare un nuovo marito per sé. Il look da sposa e lo stile di lotta basato sulle armi è un palese richiamo a Guns 'n' Roses.

### Jack-O' Valentine
- Prima comparsa: Guilty Gear Xrd: Revelator

Una Valentine che, a causa di una riattivazione frettolosa, ha una memoria frammentata delle sue origini e uno sdoppiamento di personalità che la porta ad essere matura e composta a giocosa e infantile in un attimo. Quando è in quest'ultimo stato, indossa una maschera di ferro che le dona un aspetto simile a una zucca di Halloween. Combatte con una palla incatenata al proprio piede e con uno stile incredibilmente insolito dove può piazzare piccole casette che fanno spuntare piccoli esserini che attaccano l'avversario.
È doppiata da Hiromi Igarashi in giapponese e da Nicole Tompkins in inglese.
Il nome del personaggio è un riferimento alla mascotte del gruppo metal Helloween.

### Ramlethal Valentine
- Prima comparsa: Guilty Gear Xrd: Sign

Una Valentine dalla carnagione mulatta che indossa una tuta organica bianca e porta al suo fianco due creature simili a palloni di nome Lucifero, che portano a loro volta due grosse spade. Essendo una Valentine, è priva di emozioni ed era solo intenzionata ad ubbidire alla Volontà Universale prima di essere fermata da Sol Badguy. Portata a Illyria comincia a sviluppare piccoli cenni di emozione grazie a Sin e Elphelt che le fanno capire l'importanza della vita.
Il suo nome potrebbe essere una fusione di riferimenti tra il gruppo rasin RAM, l'album di Paul McCartney e sua moglie Linda, e il gruppo heavy metal Lethal.

## Personaggi non giocanti

### Aria Hale
Si conosce poco di lei: Sol e l'Innominato la conoscono personalmente. Valentine è un suo clone.
È doppiata da Chie Sawaguchi in giapponese e da Cassandra Lee Morris (Guilty Gear Xrd -SIGN-) e Nicole Tompkins (Guilty Gear -STRIVE-) in inglese.
Il suo nome è un riferimento al gruppo heavy metal Aria, mentre il cognome è un possibile riferimento alla cantante Lzzy Hale del gruppo rock Halestorm o al gruppo rock alternativo Hale.

### Crow
Appare solo in Guilty Gear XX Accent Core Plus, come clone di Justice.
È doppiato da Hiroki Yasumoto.
Il suo nome è un chiaro riferimento alla cantante americana Sheryl Crow.

### Delilah
Personaggio femminile, appare nella storia di Guilty Gear Strive.
Il suo nome è un omaggio all'omonima canzone del 1991 della band britannica Queen.

### Gabriel
Fu prima sergente e mentore di Potemkin, poi presidente di Zepp, eletto dopo la rivolta da lui stesso ordita e condotta.
È doppiato da Takayuki Sugō in giapponese e da Richard Epcar in inglese.
Il suo nome è un chiaro riferimento al cantante dei Genesis Peter Gabriel.

### Inus
Re dell'oltretomba, è suddiviso in sezioni scheletriche. Divora Raymond prima di attaccare il protagonista scelto.
Dopo la sua sconfitta, Inus si appropria dei suoi poteri e si trasforma in Judgment.

### Lucifero
Il compagno di Valentine, sua spalla durante le missioni "The Key" e "The Cube". È praticamente la sua arma. Funge anche da veicolo volante. È doppiato da Tomokazu Seki in giapponese e da Sam Riegel (Guilty Gear Xrd -SIGN-) e Derek Stephen Prince (Guilty Gear -STRIVE-) in inglese.

### Mare Hound
Mare Hound è il terzo boss di Guilty Gear Judgment, un ibrido cavallo/lupo capace di incendiarsi. Insegue il personaggio scelto nel livello 3-4.

### Megumi
La fidanzata di Axl nel ventesimo secolo. In Guilty Gear -STRIVE- si scopre essere I-No.

### Noel
Noel è il secondo boss in Guilty Gear Judgment, un ibrido driade/fata capace di dominare la flora per combattere.
Il suo nome è un chiaro riferimento al chitarrista Noel Gallagher della band britannica Oasis.

### Paracelsus
Lo spirito rinchiuso nell'ascia a forma di chiave usata da A.B.A. in combattimento.
È doppiato da Toshimichi Mori (Guilty Gear XX Accent Core), Osamu Ryuutani (Guilty Gear XX Accent Core; forma "Nagel Fiammante") e Akira Kamiya (Guilty Gear -STRIVE-) in giapponese e da Alejandro Antonio Ruiz in inglese.

### Raymond
Appare per la prima volta in Guilty Gear Judgment: Raymond è uno stregone e scienziato, responsabile della distruzione del regno nell'Europa dell'Est, Viltania. Da allora, causa devastazione con i suoi esperimenti. Alla fine, Raymond è divorato da Inus, per poi assorbirne i poteri e trasmutare in Judgment.

### Roger
L'orsacchiotto meccanico di Bridget. Ferisce i nemici con le lame nascoste nel corpo.
È doppiato da Akihiro Ishihara (Guilty Gear XX), Takumi Iguchi (Guilty Gear XX Accent Core) e Yuuji Moriya (Guilty Gear -STRIVE-).
Il suo nome è un chiaro riferimento al batterista della rock band britannica Queen Roger Taylor.

### Sharon
Moglie e spalla di Slayer. È immortale. Quando Eddie tenta d'impossessarsi del suo corpo, si liquefà. È tra i personaggi di supporto più rilevanti.
È doppiata da Megumi Han.
Il suo nome è un riferimento a Sharon Osbourne.

### S-Ko
Lo spirito vendicativo impossessatosi di Zappa.
S-Ko è un omaggio ad Amanda o Sadako del romanzo Ring.

### Solaria
Solaria è un Gear completo, costruito dalla Blackard Company, usata per controllare i Gears dormienti e farne armi.
Viene liberata da Ky Kyske. Vive protetta dalla Forza di Polizia Internazionale.

### Erica Bartholomew
Presidente degli Stati Uniti durante gli eventi della serie Guilty Gear e nel romanzo "The Butterfly and her Gale". Orfana e ragazza prodigio, è stata eletta presidente a soli 17 anni.
È doppiata da Masumi Tazawa in giapponese e da Sarah Anne Williams in inglese.

### Tsuyoshi
Il sensei di Chipp, l'uomo grazie al quale questi ha beneficiato di un cambiamento repentino. Tsuyoshi fu il maestro ninja che salvò Chipp prima della sua esecuzione da parte della mafia. Fu ucciso dal Sindacato degli Assassino prima degli eventi di Guilty Gear.
Nel romanzo "The Butterfly and her Gale" viene svelato il motivo del suo omicidio: era un infiltrato della Forza di Polizia Internazionale.

### Volf
Membro del "Sindacato degli Assassini" (il personaggio è tratto dal romanzo The Butterfly and her Gale). È il responsabile della morte di Tsuyoshi.
Viene ucciso da Venom per aver fallito l'omicidio della presidentessa Erica Bartholomew.